# Aco Franc Šuštar
Aco Franc Šuštar, slovenski politik in komercialist, * 17. december 1968, Ljubljana
Odraščal je v Bukovici pri Vodicah. Leta 1989 je na Hrvaškem začel delati kot avtoprevoznik. 

### Politika
Med letoma 2006 in 2010 je bil svetnik Občine Vodice. Leta 2007 je postal predsednik občinskega odbora SDS Vodice. Od leta 2010 je Vodiški župan.

### Zasebno
Je poročen in ima dva otroka.

## Vir
- "Aco Franc Šuštar". vodice.si. pridobljeno 11. decembra 2020.